# العلاقات الأذربيجانية الإيرانية
العلاقات الأذربيجانية الإيرانية هي العلاقات الثنائية التي تجمع بين أذربيجان وإيران.

## مقارنة بين البلدين
هذه مقارنة عامة ومرجعية للدولتين:
| وجه المقارنة                                              | أذربيجان        | إيران                    |
| --------------------------------------------------------- | --------------- | ------------------------ |
| المساحة (كم2)                                             | 86.60 ألف       | 1.65 مليون               |
| عدد السكان (نسمة)                                         | 10.00 مليون     | 79.97 مليون              |
| الكثافة السكانية (ن./كم²)                                 | 115.47          | 48.47                    |
| العاصمة                                                   | باكو            | طهران                    |
| اللغة الرسمية                                             | اللغة الأذرية   | لغة فارسية               |
| العملة                                                    | مانات أذربيجاني | ريال إيراني              |
| الناتج المحلي الإجمالي (بليون دولار)                      | 40.75 مليار     | 439.51 مليار             |
| الناتج المحلي الإجمالي (تعادل القوة الشرائية) بليون دولار | 171.56 مليار    | 1.36 تريليون             |
| الناتج المحلي الإجمالي الاسمي للفرد دولار أمريكي          | 5.50 ألف        |                          |
| الناتج المحلي الإجمالي للفرد دولار أمريكي                 | 17.52 ألف       |                          |
| مؤشر التنمية البشرية                                      | 0.751           | 0.766                    |
| رمز المكالمات الدولي                                      | +994            | +98                      |
| رمز الإنترنت                                              | .az             | .ir،                     |
| المنطقة الزمنية                                           | ت ع م+04:00     | ت ع م+03:30، توقيت إيران |

## مدن متوأمة
في ما يلي قائمة باتفاقيات التوأمة بين مدن أذربيجانية وإيرانية:
- ترتبط باكو مع تبريز باتفاقية توأمة منذ 1989.[13][13]
- ترتبط هادروت مع فاغارشابات باتفاقية توأمة منذ 8 أكتوبر 2010.[14]

## منظمات دولية مشتركة
يشترك البلدان في عضوية مجموعة من المنظمات الدولية، منها:
| علم المنظمة | اسم المنظمة                        | تاريخ انضمام أذربيجان | تاريخ انضمام إيران |
| ----------- | ---------------------------------- | --------------------- | ------------------ |
|             | منظمة التعاون الإسلامي             | 1991                  | ?                  |
|             | الاتحاد البريدي العالمي            | ?                     | ?                  |
|             | يونسكو                             | 3 يونيو 1992          | 6 سبتمبر 1948      |
|             | البنك الدولي للإنشاء والتعمير      | 18 سبتمبر 1992        | 29 ديسمبر 1945     |
|             | وكالة ضمان الاستثمار متعدد الأطراف | 23 سبتمبر 1992        | 15 ديسمبر 2003     |
|             | منظمة الشرطة الجنائية الدولية      | ?                     | ?                  |
|             | مؤسسة التمويل الدولية              | 11 أكتوبر 1995        | 28 ديسمبر 1956     |
|             | الأمم المتحدة                      | 2 مارس 1992           | 24 أكتوبر 1945     |
|             | مؤسسة التنمية الدولية              | 31 مارس 1995          | 10 أكتوبر 1960     |
|             | منظمة حظر الأسلحة الكيميائية       | ?                     | ?                  |

## أعلام
هذه قائمة لبعض الشخصيات التي تربطها علاقات بالبلدين:
- أشرف بهلوي (26 أكتوبر 1919[19][20] – 7 يناير 2016[19])
- أيلار لاي (ممثلة نرويجية، 12 فبراير 1984 – )
- إسماعيل الصفوي (مؤسس الدولة الصفوية، 17 يوليو 1487[21] – 23 مايو 1524[21])
- رضا براهني (1935[22][23] – )
- علي رضا بهلوي (28 أبريل 1966 – 4 يناير 2011)
- فرح ديبا (إمبراطورة إيران السابقة والزوجة الثالثة لشاه إيران الأسبق محمد رضا بهلوي.، 14 أكتوبر 1938[24] – )
- مجتبى خامنئي (موظف ديني إيراني، 8 سبتمبر 1969 – )
- محمد رضا بهلوي (آخر شاه لإيران، 26 أكتوبر 1919[25][26][27] – 27 يوليو 1980[25][26][27])
- محمد كاظم الشريعتمداري (5 يناير 1906 – 3 أبريل 1986[28])
- مهريبان علييفا (زوجة الرئيس الأذربيجاني إلهام علييف ونائبته، 26 أغسطس 1964 – )
- ميرزا أجدر إبراهيموف (كاتب أذربيجاني، 15 أكتوبر 1911 – 17 ديسمبر 1993)

## وصلات خارجية
- موقع وزارة الخارجية الأذربيجانية
- موقع وزارة الخارجية الإيرانية